# Vår Gård
Vår Gård Saltsjöbaden AB är en av Kooperativa förbundet ägd konferensanläggning belägen vid Ringvägen 6 i Saltsjöbaden, Nacka kommun. Områdets första del förvärvades 1926 och har sedermera utvidgats i flera omgångar. Vår Gård användes tidigare för kursverksamhet inom Kooperativa förbundet, med utbildning av butikspersonal och chefer. 

## Historik

### Vårgård blir Vår Gård

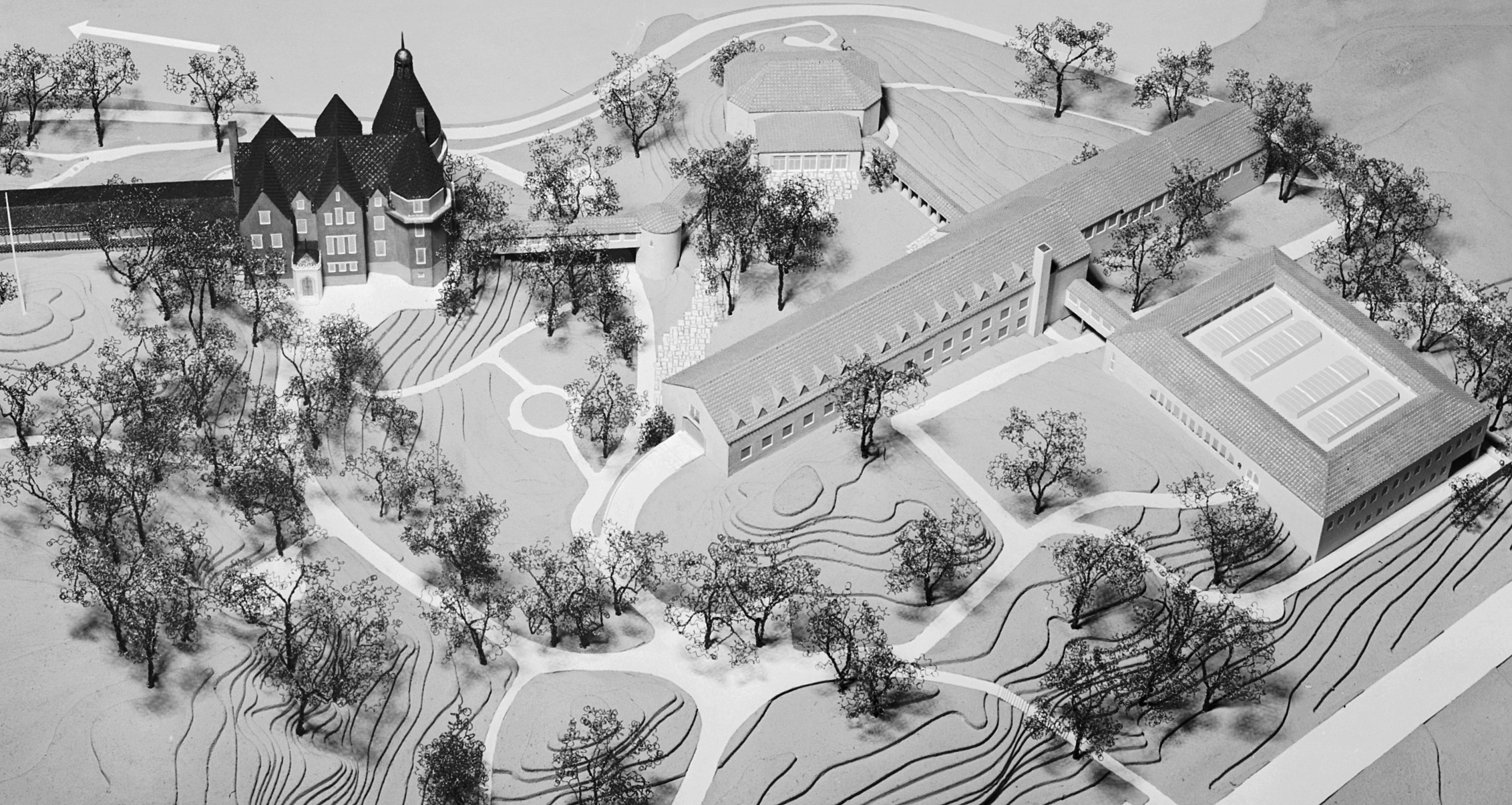
Modell från 1947 med Villa Skärtofta till vänster. Nybyggnadsförslaget enligt modellen utfördes aldrig.

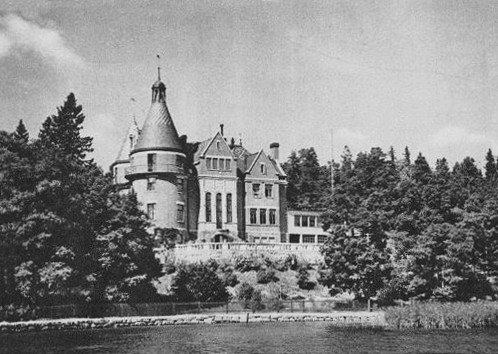
Villa Skärtofta på 1940-talet.

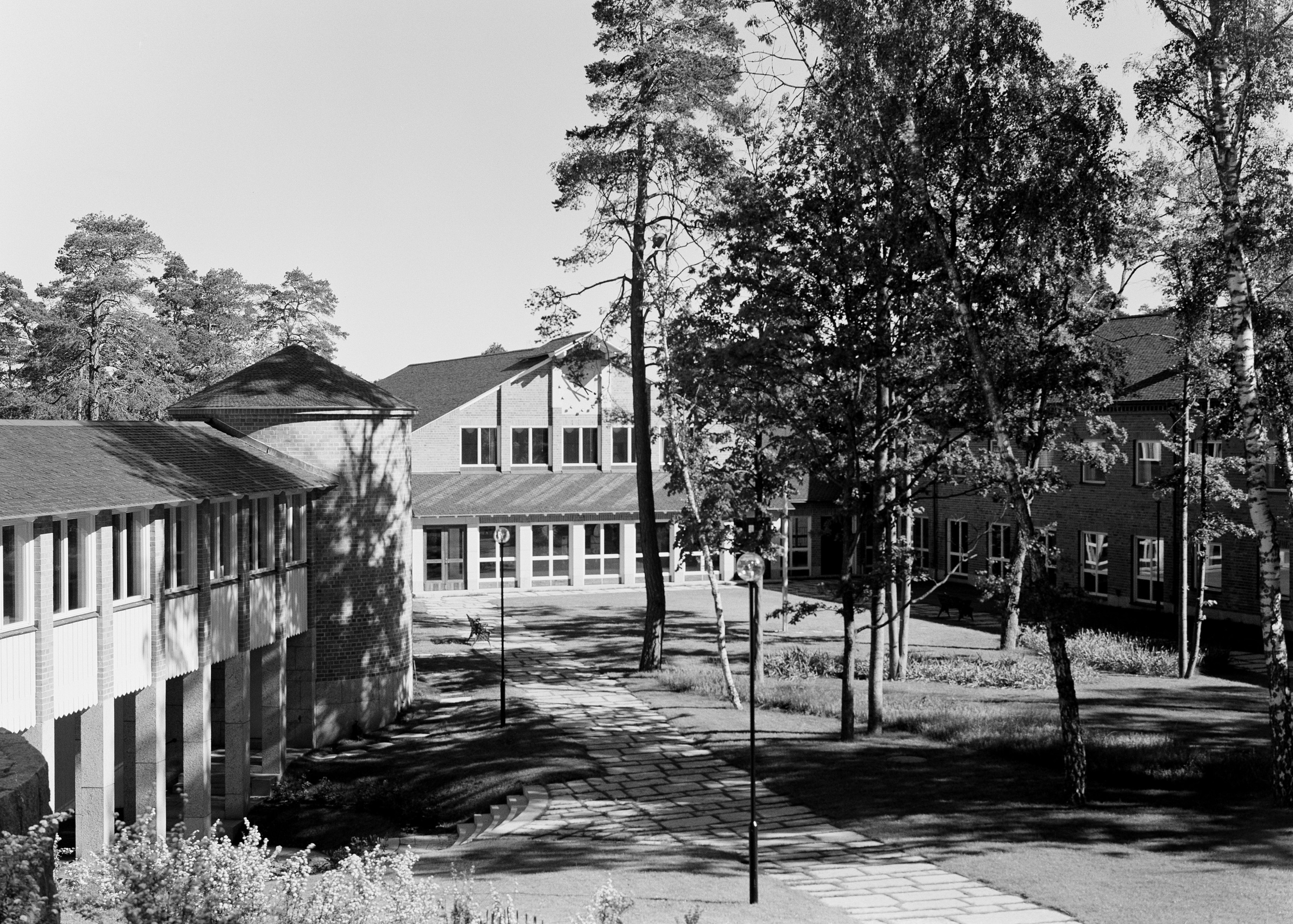
Vår Gårds konferensanläggning 1959.

Bröderna Ernest och Arthur Thiel köpte två grannfastigheter på Sjöudden i Saltsjöbaden och uppförde 1892 med Erik Josephson som arkitekt villorna Villa Bikupan och Ackevillan. De kallade området "Vårgård". Kooperativa förbundet köpte husen 1924 och ändrade namnet från "Vårgård" till "Vår Gård". Det ursprungliga Vår Gård, som bestod av villorna Bikupan och Ackevillan blev snart för litet som utbildningsplats och 1929 beslöt KF att förvärva Villorna Skärtofta och Strandtofta (även kallad Villa Arnberg). Villa Skärtofta, uppfördes 1897 på initiativ av industrimannen John Bernström efter ritningar av arkitekt Gustaf Lindgren. Till Skärtofta byggdes 1903 en kuskbostad kallad Lilltofta som står strax söder om Skärtofta.
Till området hör även den lilla ön i Baggensfjärden direkt norr om Villa Sjötofta. Den hette ursprungligen Mellangårdsholmen men kallades även Kungsholmen eftersom Oscar II hade ön som sin privata badplats. Holmen förvärvades av KF 1932 för bad och rekreation och ändrade namnet till Vår Gårds holme.
År 1960 inköptes ytterligare ett stort markområde med Villa Furubo, söder om den förra. Skärtofta byggdes 1897 för industrimannen John Bernström medan Strandtofta och Furubo ägdes av bankmännen Johan Wolter Arnberg respektive Marcus Wallenberg. Av dessa tre villor fick Skärtofta vara kvar och integrerades i det nya byggnadskomplexet.

### Byggnaderna
Bikupan och Ackevillan ritades om av Kooperativa förbundets nystartade arkitektkontor (KFAI) under ledning av Eskil Sundahl som ett av kontorets första uppdrag. Ackevillan revs 1972 och ett radhusområde med 27 personalbostäder uppfördes på dess plats. Bikupan hör inte längre till Vår Gård, huset blev 1985 ombyggt till fem bostadsrättslägenheter. Till Vår Gård flyttades 1945 en liten röd stuga där landets första kooperativa butik legat. Den öppnade år 1900 och stod ursprungligen vid Murmästaregatan i Köping.

Villa Skärtofta förvärvades av KF 1929. Villan anpassades för KF:s kursverksamhet med bostad för kursdeltagare, undervisningslokaler och hit flyttades även köket. Mot norr byggdes 1934 en matsal efter ritningar av KFAI:s arkitekt Dag Ribbing. Rummet nyttjas idag som konferenssal.

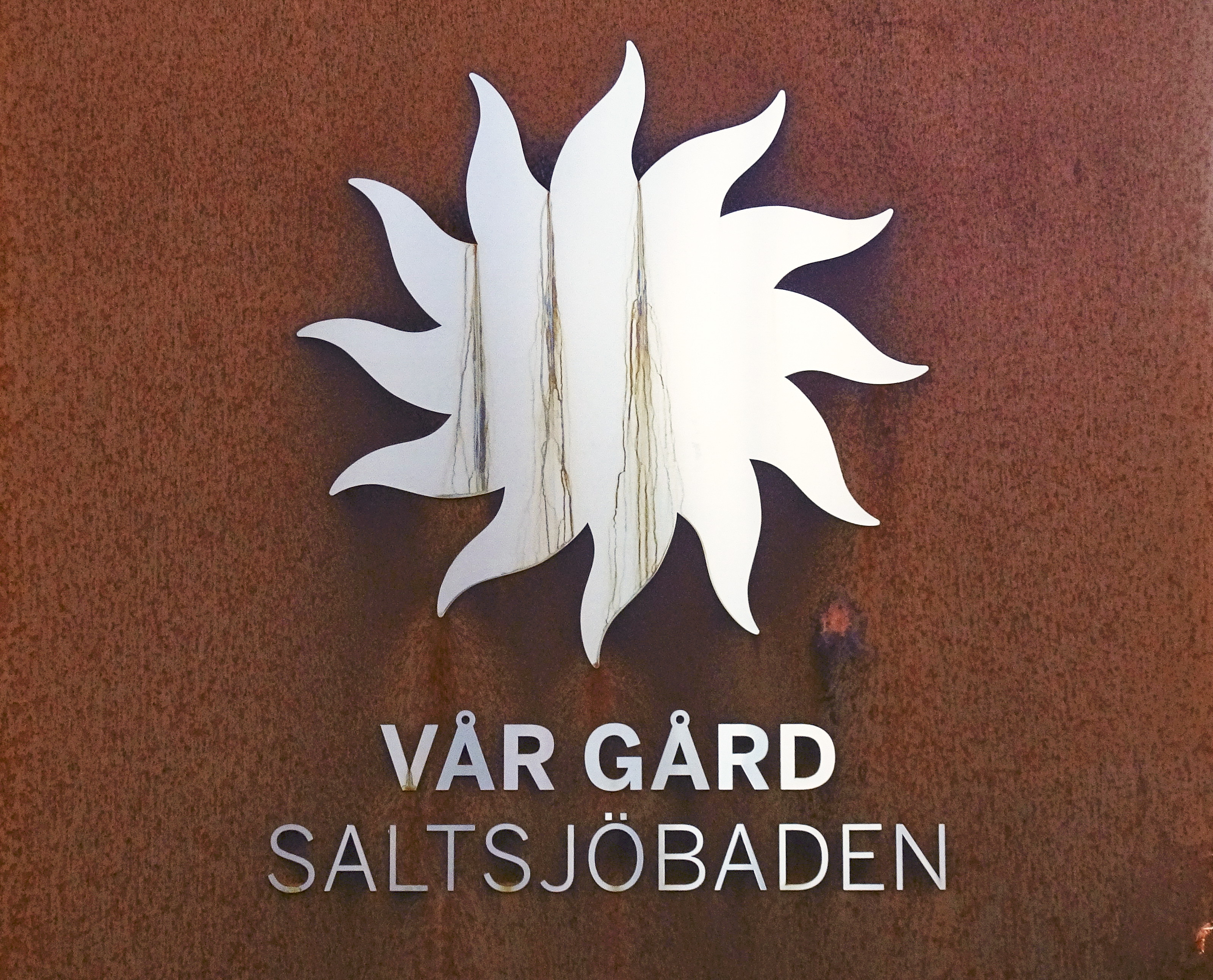
Vår Gårds skylt fram till 2021.

Det största tillskottet blev Vår Gårds konferensanläggning som uppfördes efter ritningar av Dag Ribbing och invigdes 1959 respektive 1967. Ribbing lade ner stort arkitektoniskt omsorg för att ansluta den nya byggnaden till Villa Skärtofta. Bland annat valde han ett rött specialtillverkat murtegel som liknade villans och upptog motivet med ett hörntorn. Byggmästare var Reinhold Gustafsson och bygget blev hans första stora entreprenad.
På 1960-talet inköptes Sjuvillorna vid Ringvägen av KF, som nyttjade villorna som personalbostäder. Avsikten var att låta riva husen och ersätta dem med moderna par- eller radhus. Sjuvilla nr 1 (den nordligaste) revs 1965 och därefter ansökte KF om rivningstillstånd även för Sjuvilla nr 2 och nr 3, vilket avslogs. Tomten för Sjuvillan nr 1 såldes 1968 till en privatperson som lät bygga nuvarande flerfamiljshus. Sjuvilla nr 7 förvärvades av KF 1966, men lät den stå kvar och inredde den med två lägenheter. Idag äger KF ingen av Sjuvillorna längre.
År 1985 uppfördes en vit träbyggnad, kallad Strandtofta efter villan som stod här en gång. Strandtofta står vid Baggensfjärden strax öster om hotellhusen ”Vågen”, ”Svanen” och ”Delfinen”. Huset ritades av arkitekt John Olsson och innehåller bland annat cafeteria, bastu och motionslokaler.

### Verksamhet
Skolans första rektor var Harald Elldin, som hade tjänsten till 1959. Han var utbildad folkskollärare och anställdes 1918 och blev sekreterare i KF:s utbildningskommitté. Han införde flera nya pedagogiska metoder som grupparbeten runt kursdeltagarnas egna praktiska problem, till skillnad från den katederundervisning han utbildats för som folkskollärare. Elldin efterträddes av Gunnar Dahlander. Under hans tid byggdes hotellhusen ”Vågen”, ”Svanen” och ”Delfinen” (invigda 1967).
Efter Dahlanders pensionering 1978 blev Lennart Hjalmarson rektor. Från att ursprungligen vara platsen för kursverksamhet och internatskola inom Kooperativa förbundet, med utbildning av butikspersonal och chefer är Vår Gård sedan 1993 en kommersiell svanen-märkt konferens-, spa- och hotellanläggning. Anläggningen förfogar idag över 142 enkelrum, 17 dubbelrum och 3 sviter. Konferensdelen består av 20 konferensrum, de flesta utsikt över Baggensfjärden samt 18 grupprum. Största lokalen heter Isaac och rymmer upp till 290 deltagare.

### Historiska bilder

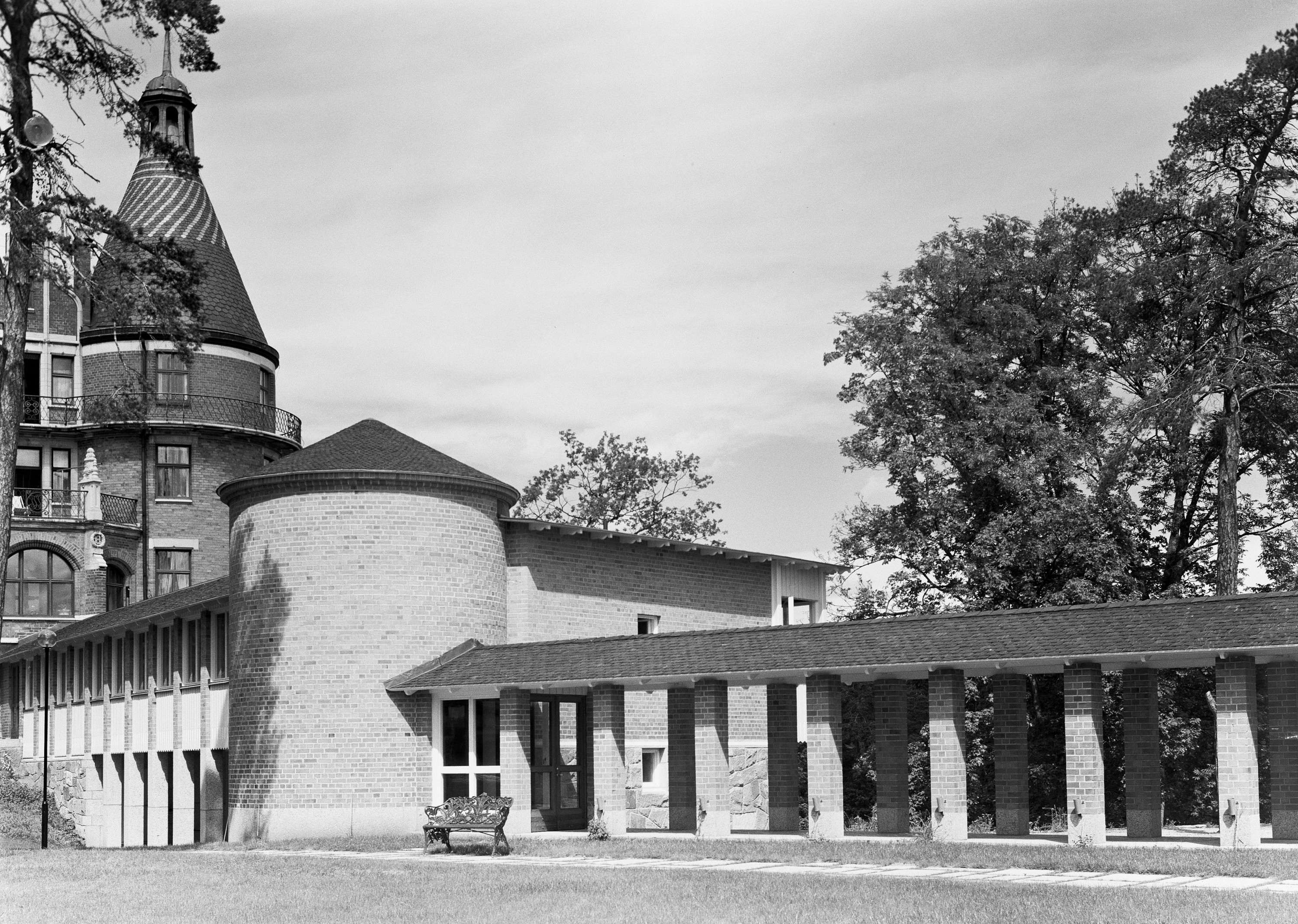
Villa Skärtofta med tillbyggnad.
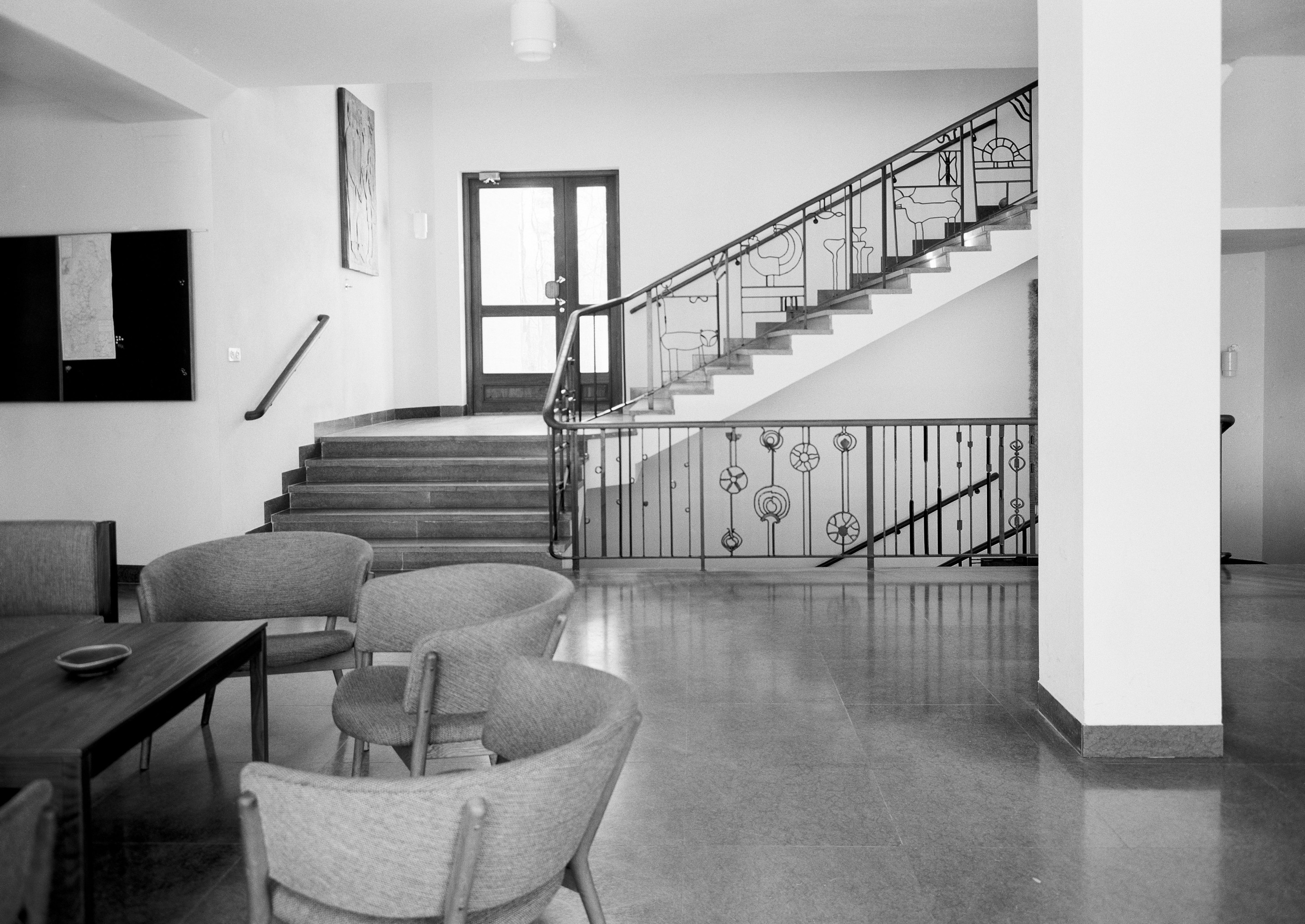
Trapphall.
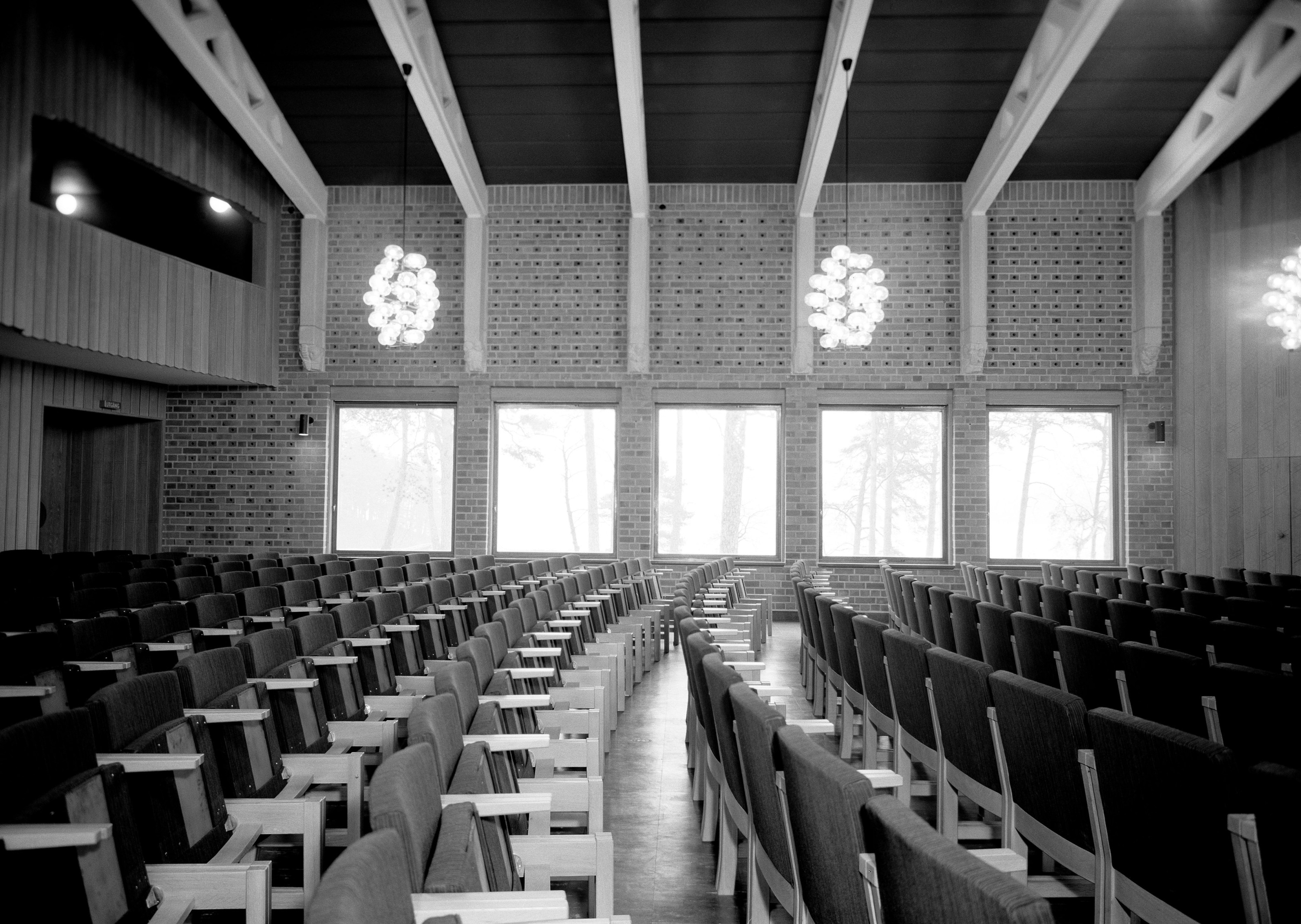
Aulan.
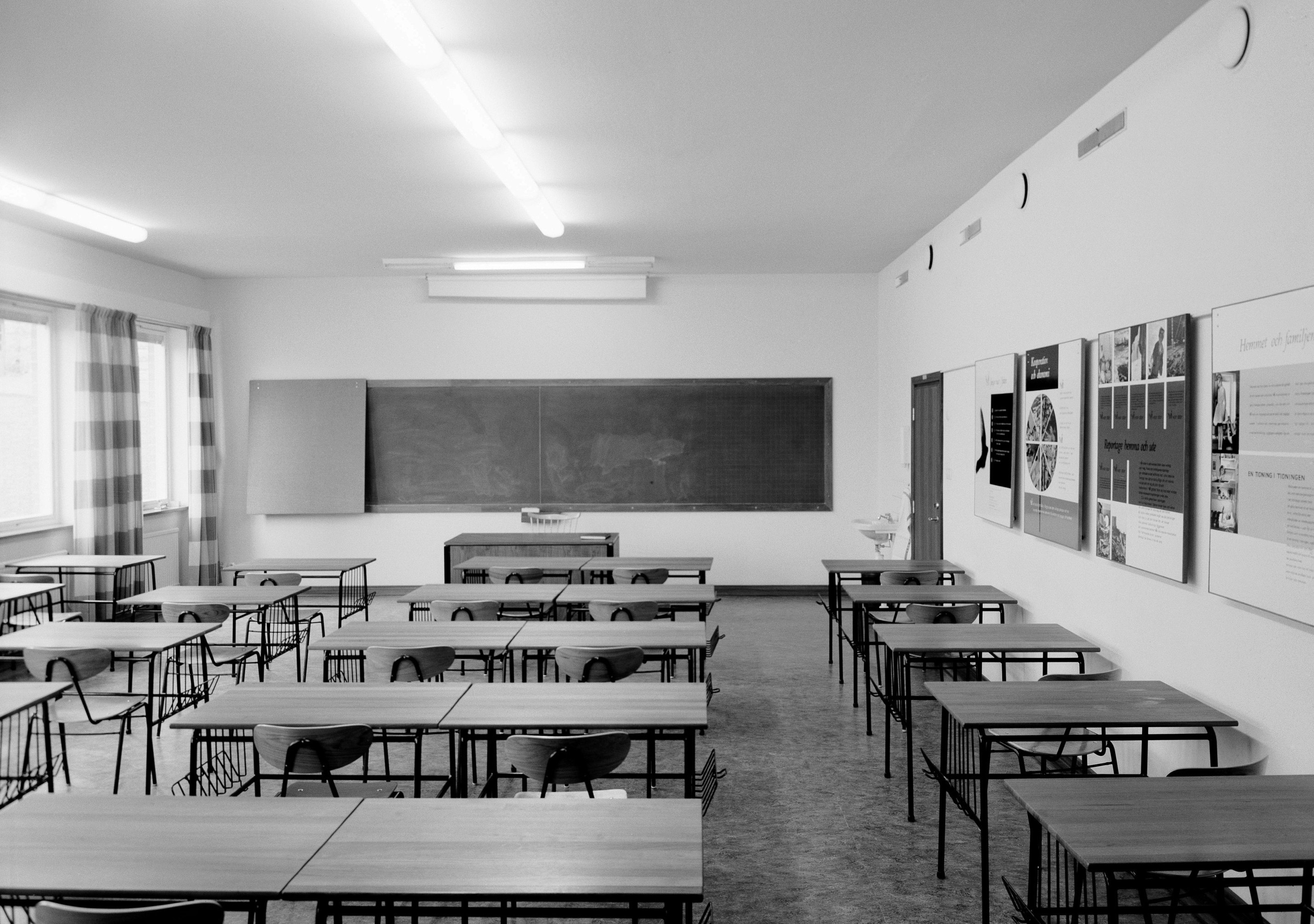
Undervisningssal.
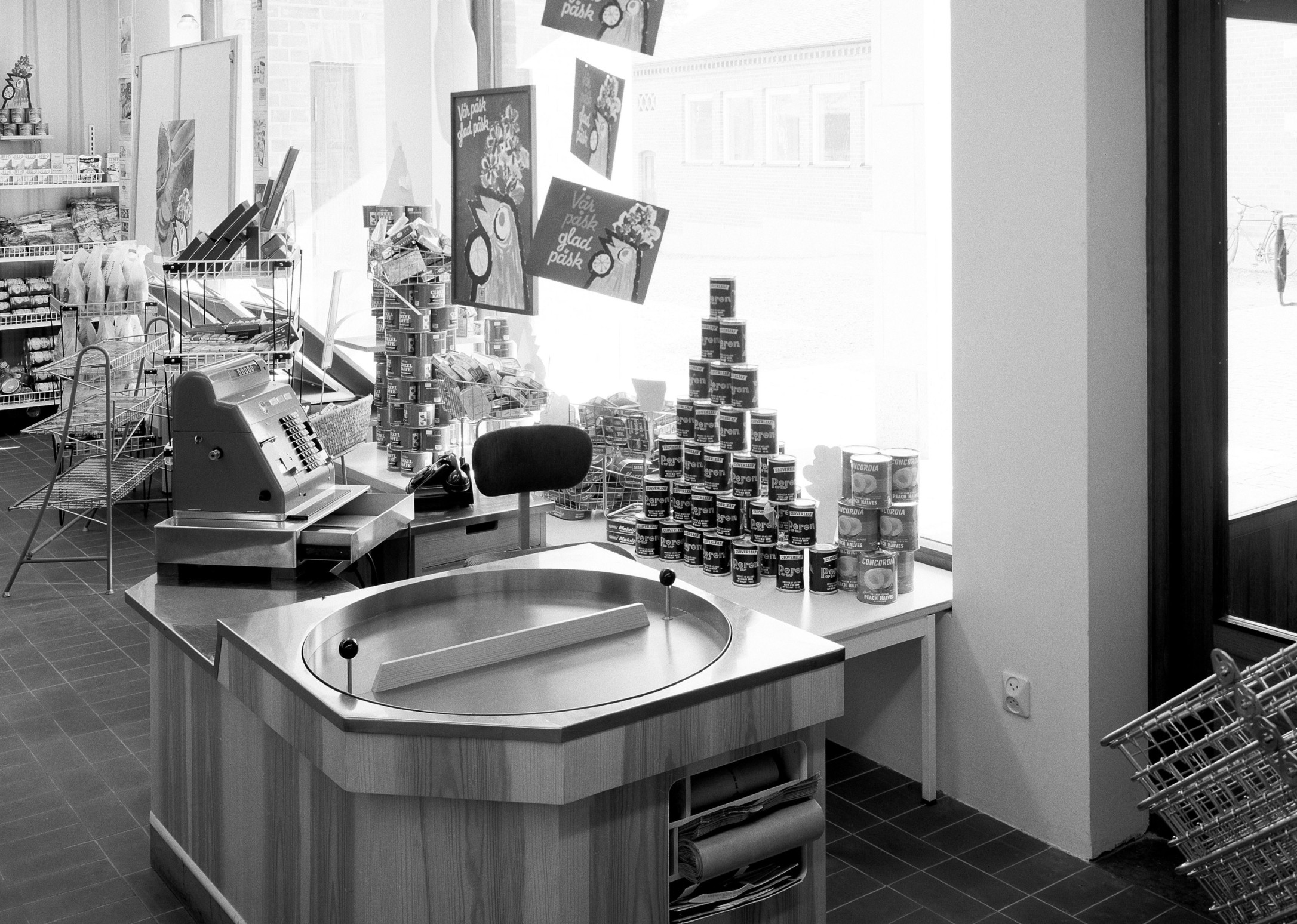
Övningsbutik.

### Konsten på Vår Gård
Vid köpet ingick flera konstverk och dessa ligger till grund för den konstsamling som finns på Vår Gård idag, omfattande verk både inomhus och i parken. Konstsamlingen på Vår gård utökades från många håll. Kursgården gjorde fortlöpande egna inköp och så tillkom till exempel under den konstintresserade rektor Gunnar Dahlanders tid inköpet av Axel Törnemans efterlämnade samling på omkring 30 verk, några av dem hänger i trapphallen i Villa Skärtofta.

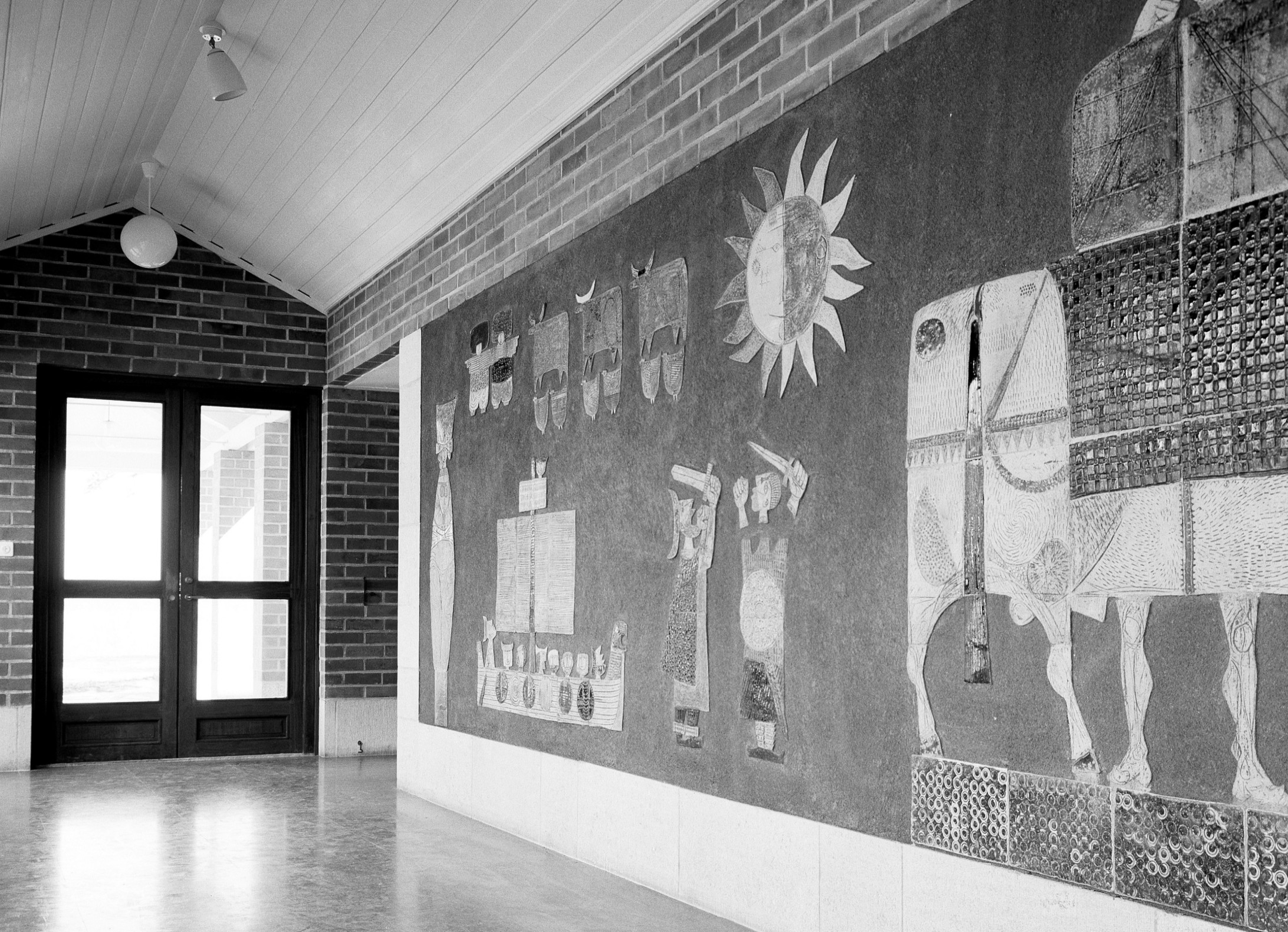
Stig Lindbergs väggutsmyckning.

En del kom dit i samband med nedläggningar av föreningskontor på 1990-talet. Sålunda kom från tidigare Konsum Örebro en sju meter lång oljemålning av Tage Hedqvist. Andra verk kom från Nohab-ägaren Gunnar W Anderssons samlingar. Denne hade skänkt sin herrgård Skagersholm som semesteranläggning till KF:s personal och konsten och mattorna därifrån hamnade på Vår gård efter det att KF på 1990-talet sålt herrgården. I samlingen ingick bland andra tio oljemålningar av Frans Timén och en mosaiktavla av Giovanni Montelatici.
I stora salen, Vårgårdssalen,  hänger de sju Isaac Grünewald-tavlorna Badande i Alassio, som ägs av KF. Vid auktionen på Ivar Lo-Johanssons samling 1990 köpte Vår Gård sexton tavlor, bland andra verk av Sven Erixson, Roland Svensson och Harald Lindberg.
Långväggarna i Sundellhallens övre del i Villa Skärtofta är smyckade med J.A.G. Ackes målade svit föreställande "Erik XIV:s kärlekssaga med Karins Månsdotter". Dessa hängde ursprungligen i Ackevillan och var avsedda att bli förlagor till gobelänger i Trollenäs slott.
Gällande konstsatsningar så investerades fyra procent av de totala byggnadskostnaderna för Vår Gårds konferensanläggning på konstnärlig utsmyckning. Bland annat engagerades skulptörerna Christer Sjögren och Axel Wallenberg samt formgivaren Stig Lindberg. Samtidigt med invigningen i september 1959 firade KF 60-årsjubileum, och alla gåvor i form av konst placerades på Vår Gård.
I boken "Konsten på Vår gård" 1980 beskrivs detaljerat den omfattande konstsamlingen i såväl äldre som yngre byggnader, med bilder och text.

## Fotogalleri
Byggnader (urval)

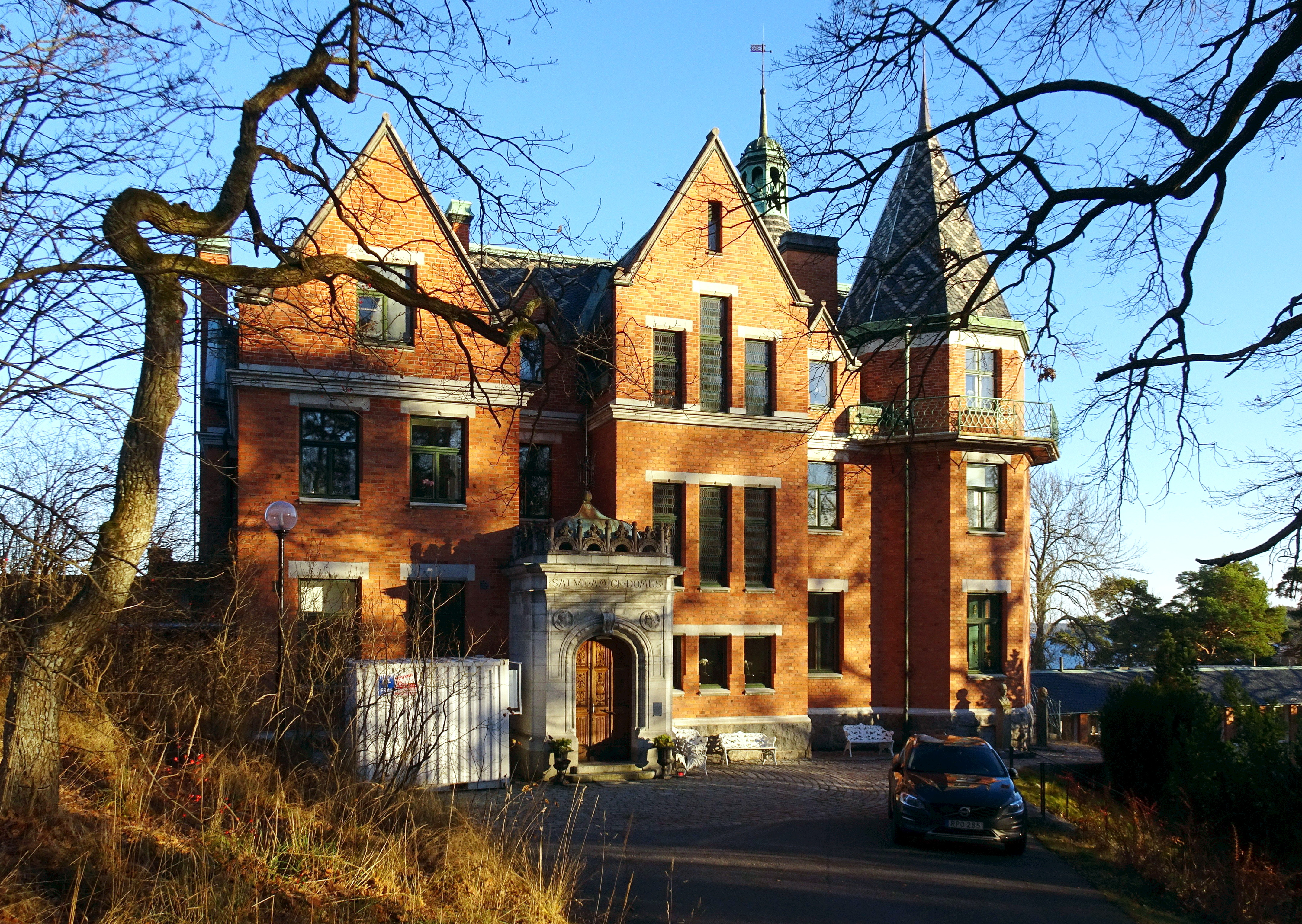
Villa Skärtofta, arkitekt: Gustaf Lindgren
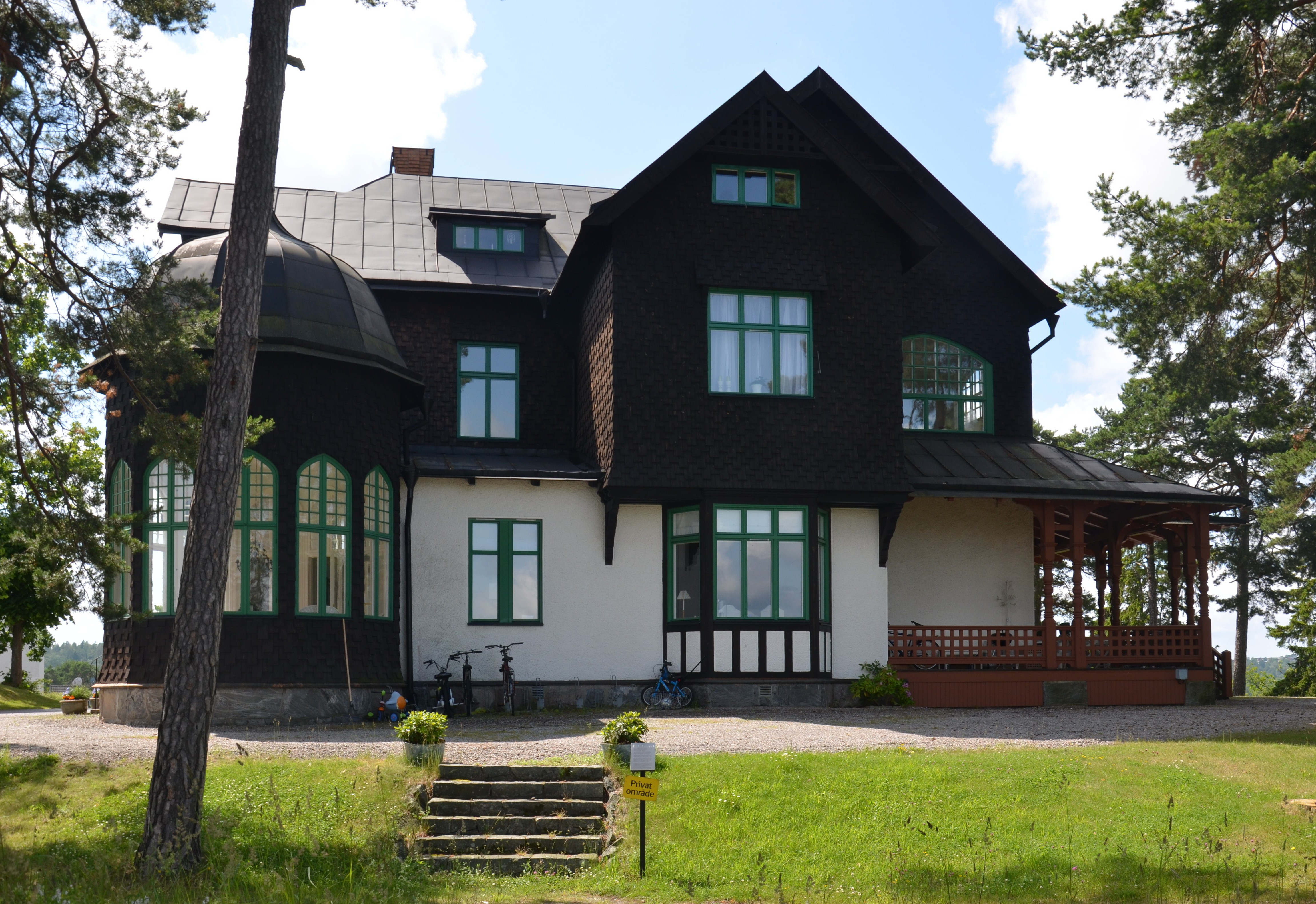
Villa Bikupan, arkitekt: Erik Josephson
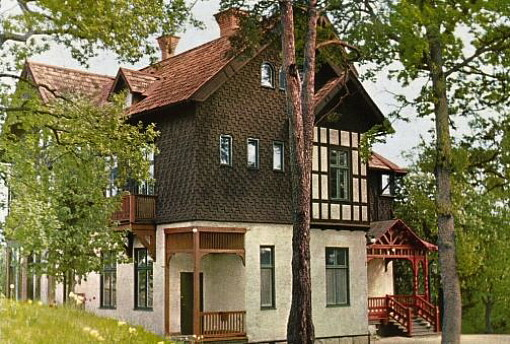
Ackevillan (riven 1972), arkitekt: Erik Josephson
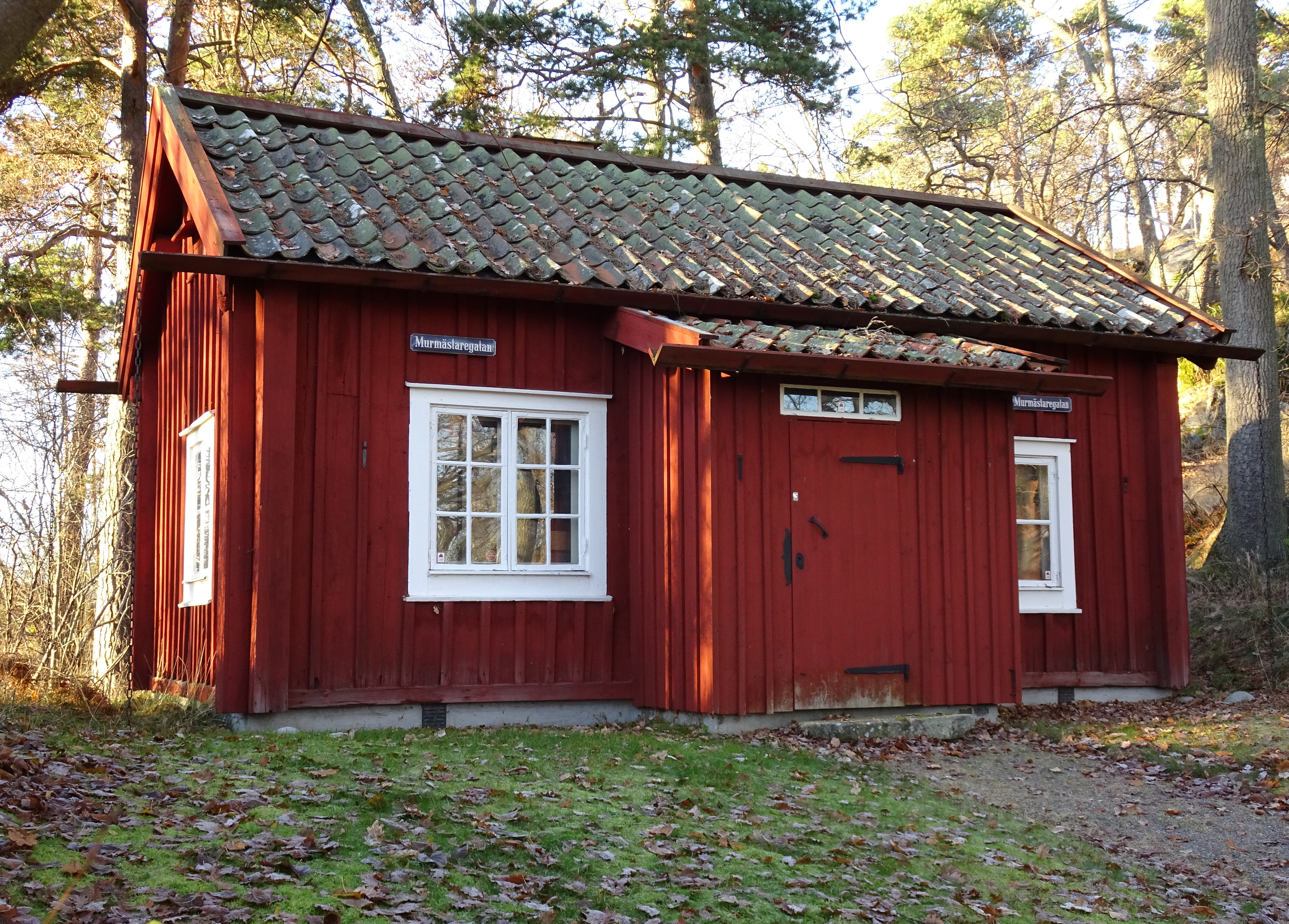
"Den gamla butiken"
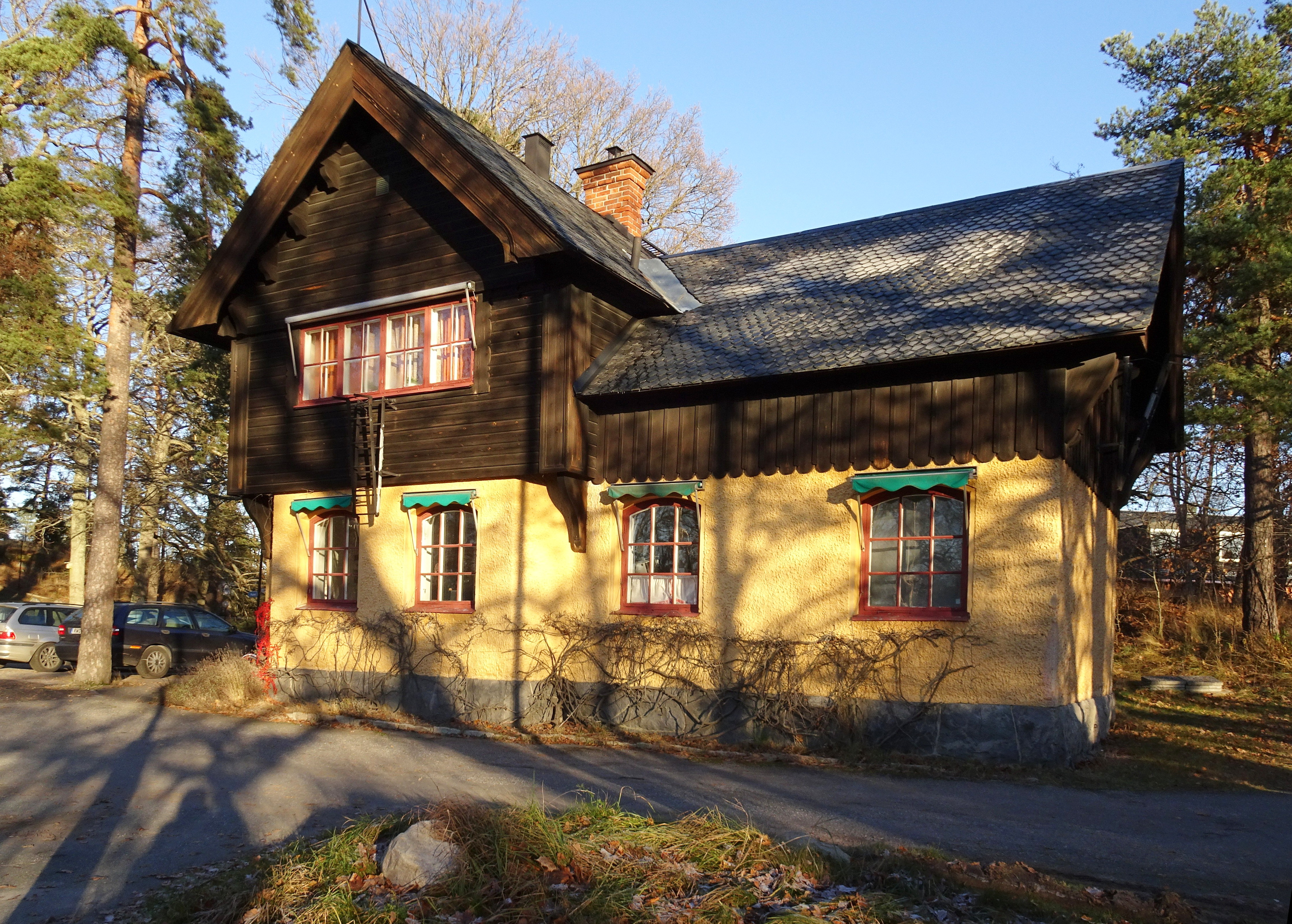
F.d. kuskbostaden "Lilltofta"

Offentlig konst (urval)

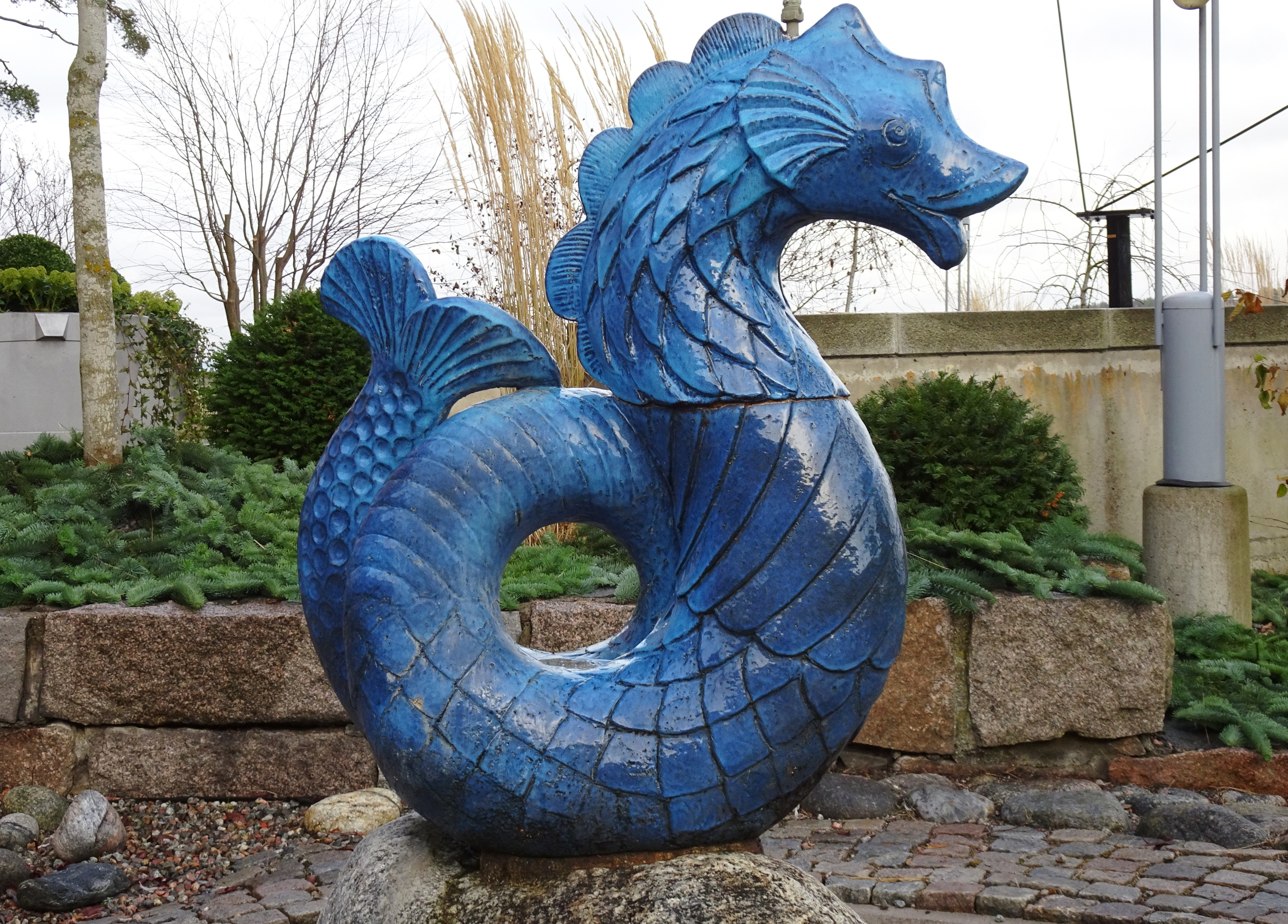
Saltsjöbadsodjuret av Lisa Larson
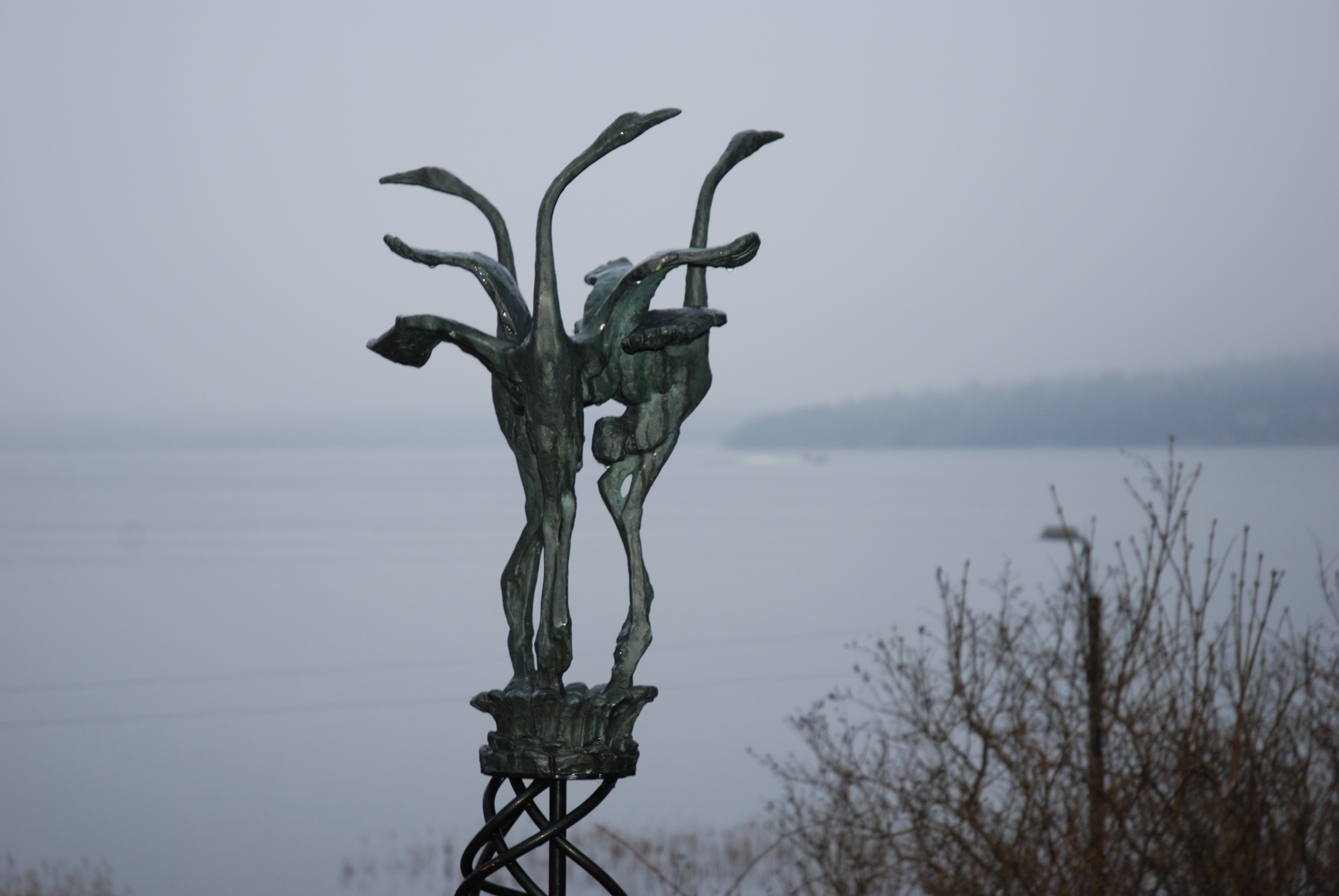
Dansande tranor av Jussi Mäntynen
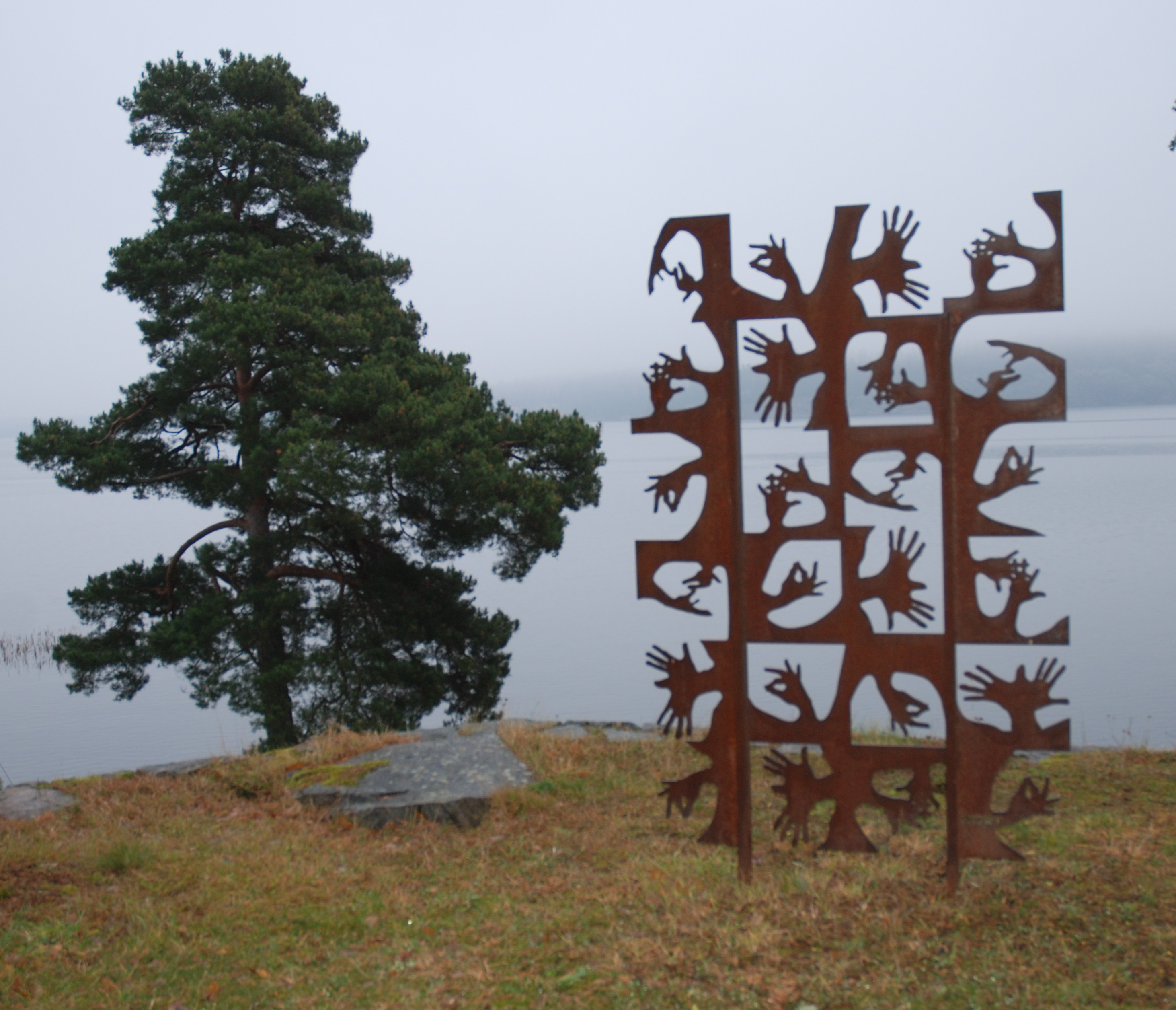
Händer av Karin Meijer
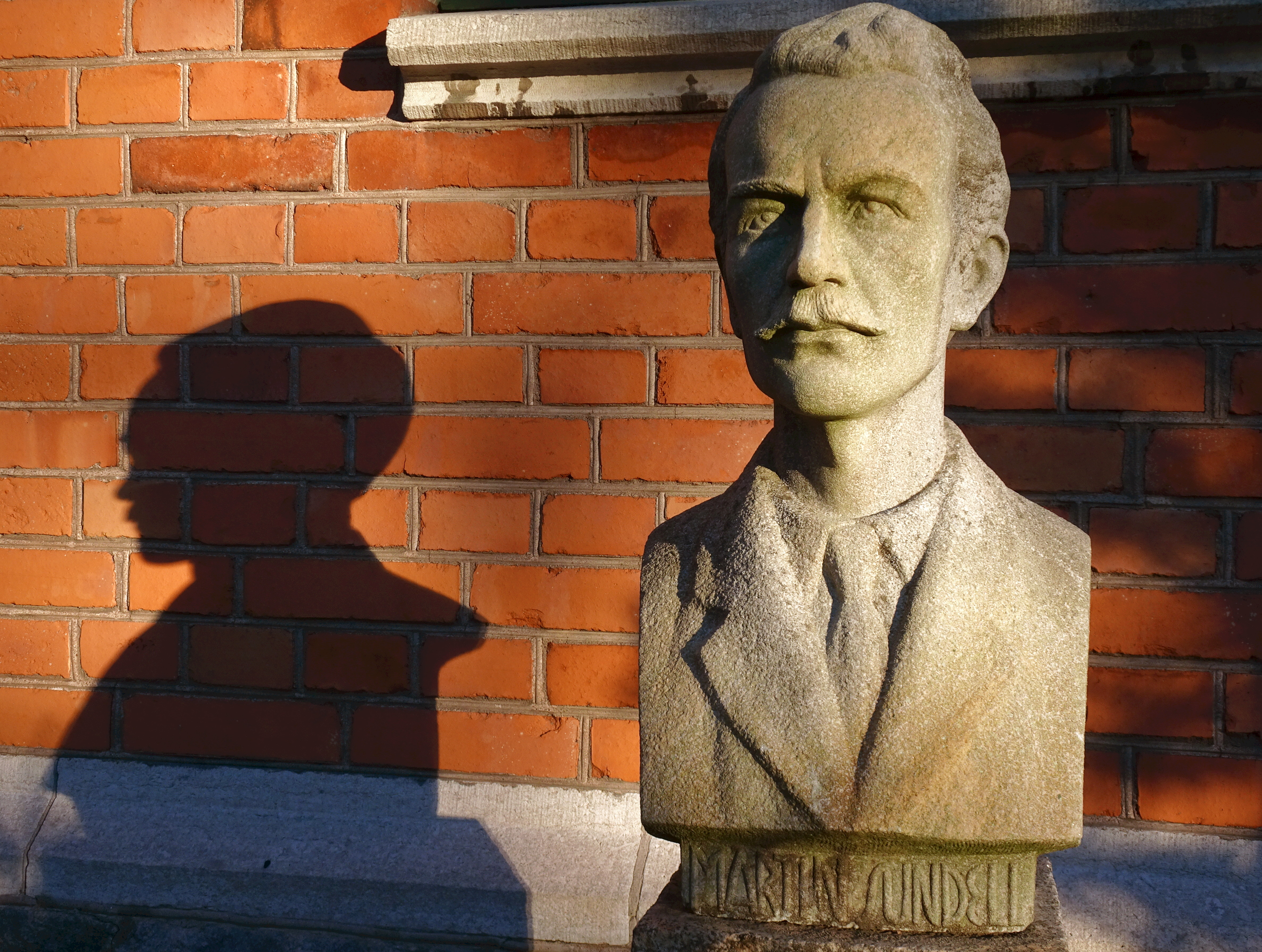
Byst visande KF-ledaren Martin Sundell
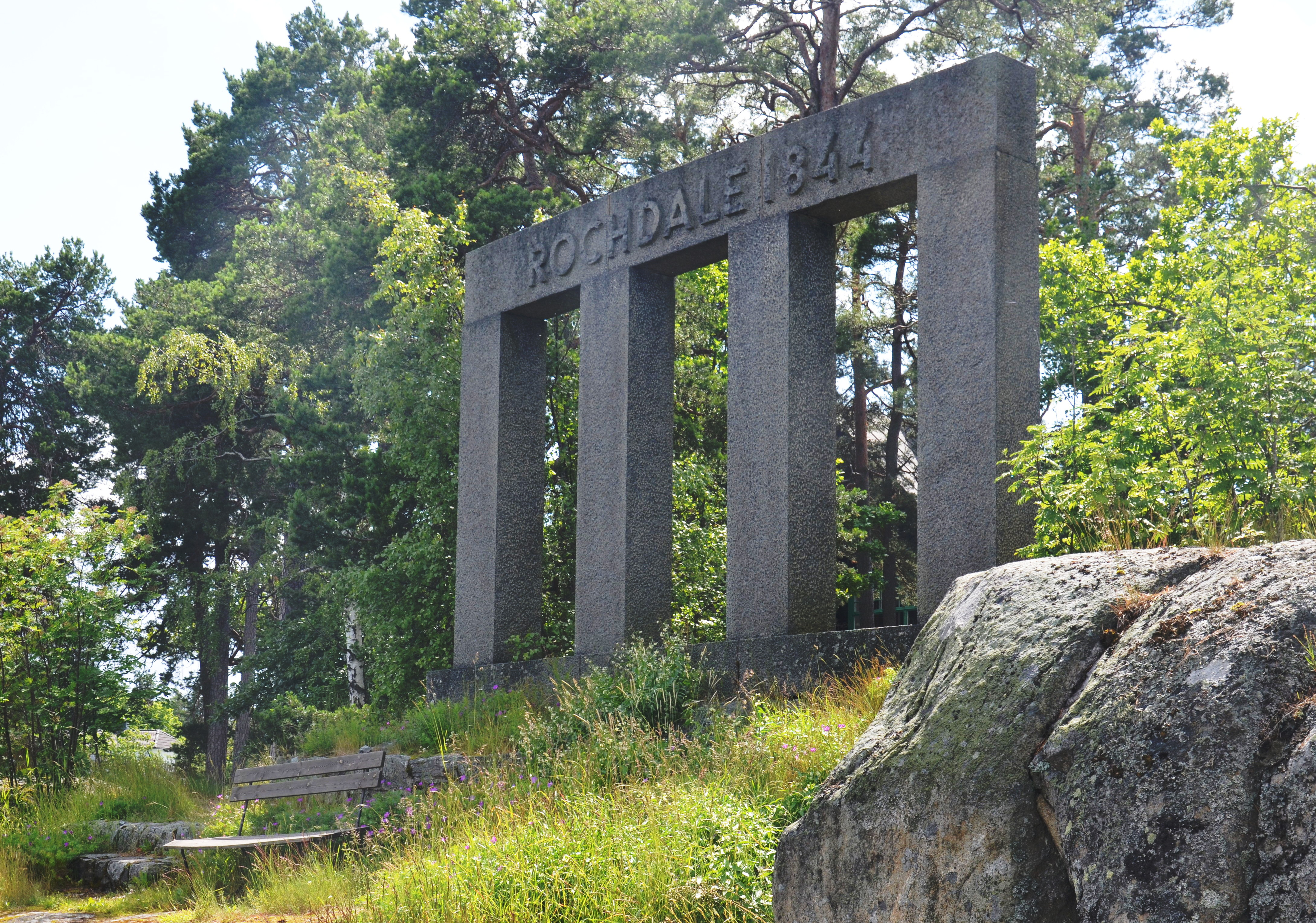
Rochdalemonumentet av Nils Sjögren